# Persulfato de amônio
Persulfato de Amônio - fórmula química: (NH4)2S2O8. Sinônimos: peroxidissulfato de amônio, ácido peroxidissulfúrico, sal de diamônio.
É preparado por eletrólise de uma solução concentrada fria de sulfato de amônio ou bissulfato de amônio em ácido sulfúrico em alta densidade de corrente elétrica. O método foi descrito pela primeira vez por Hugh Marshall (1868-1913).

## Confecção de circuitos impressos
O persulfato de amônio é usado na confecção de placas de circuito impresso. Tem como vantagens ser menos agressivo que o percloreto de ferro, que corrói por baixo da tinta usada para desenhar o circuito, além ser transparente o que permite acompanhar visualmente o processo de corrosão. Assim a placa fica mergulhada na solução corrosiva apenas o tempo necessário.

## Outras aplicações
- Por ser uma fonte de radicais livres é usado como iniciador.
- Poderoso oxidante.[5]
- Polimerização de monômeros.[5]
- Tratamento em superfícies de metais.[6]
- Utilizado para realização de micografias em ligas de cobre (latão e bronze) na fase α.
- Indústrias de papel e têxtil.[6]
- Descontaminação de água.[6]
- Confecção de placas de circuito impresso.

## Características
- cor: branco
- estado físico: sólido
- forma: cristais
- gravidade específica a 20/4°C: 1,98 °C
- odor: inodoro
- peso molecular: 228,2 g/mol
- ponto de fusão: 120,0 °C
- pureza: 98 a 100,0%
- solubilidade em água a 25°C: 80 g/100 mL